# إيليا خومنكو
إيليا خومنكو (بالروسية: Хоменко, Илья Андреевич)‏ (مواليد 14 أكتوبر 1995) هو سبّاح روسي، مثّل بلاده في الألعاب الأولمبية الصيفية 2016.

## روابط خارجية
إيليا خومنكو على موقع الاتحاد الدولي للسباحة (الإنجليزية)
- إيليا خومنكو على موقع أوليمبيديا (الإنجليزية)